# Fiat Turbina
La Fiat Turbina è un'automobile sviluppata dalla casa automobilistica italiana FIAT nel 1954 ed esposta al salone dell'automobile di Torino.

## Il contesto

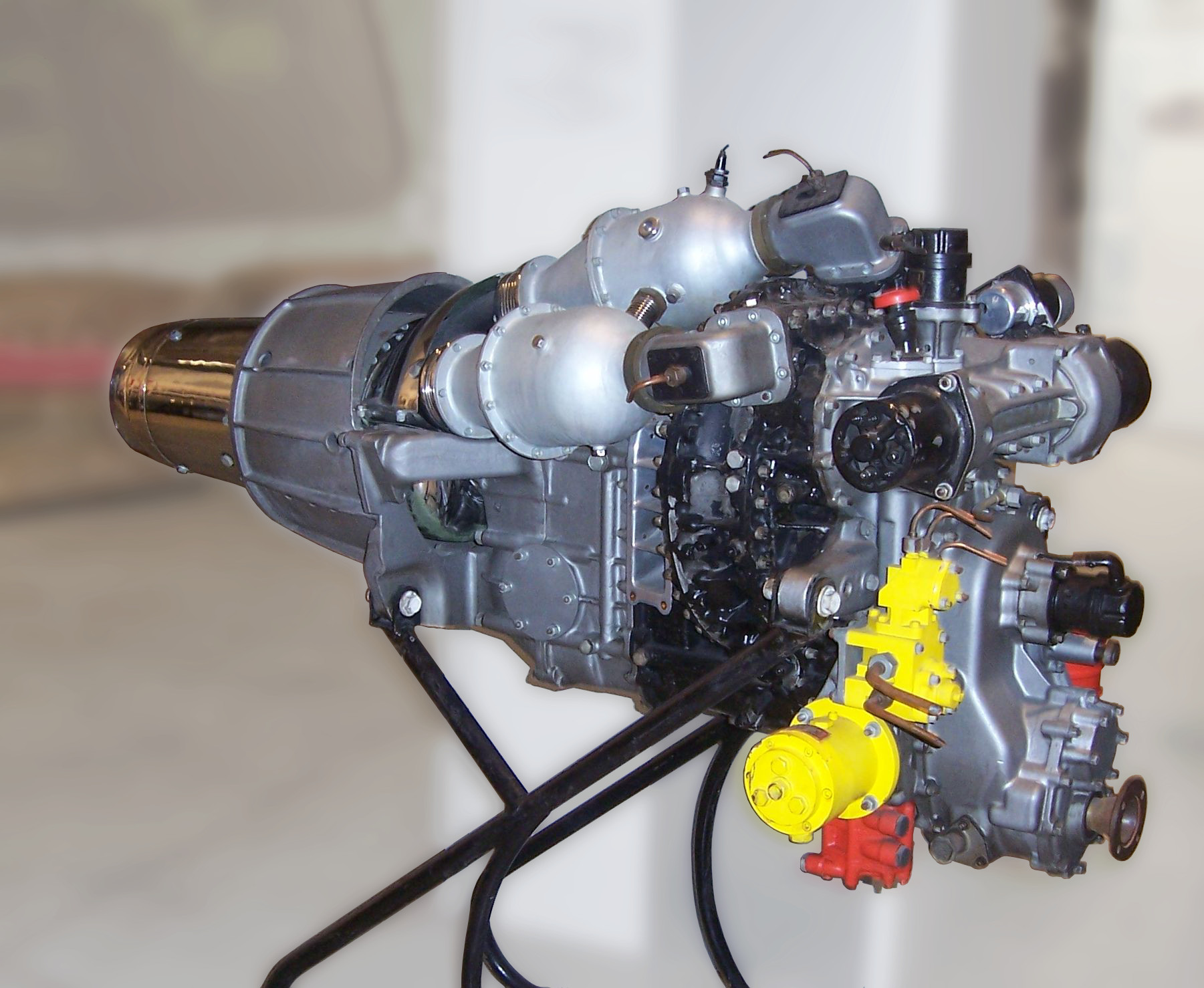
La turbina a gas

La Fiat fu la prima casa automobilistica europea a realizzare una vettura propulsa da una turbina a gas. La concept car è il risultato finale di un progetto diretto da Dante Giacosa che aveva preso l'avvio nel corso dell'anno 1948, e tale prototipo venne collaudato per la prima volta il 4 aprile del 1954 sulla pista del Lingotto.
Il motore si compone di un compressore a due stadi, di tre combustori, di una turbina a due stadi, di una turbina motrice a regime variabile ad uno stadio e relativo gruppo riduttore per la trasmissione alle ruote di circa 1000 kg. La velocità massima dichiarata è di circa 250 km/h, il corpo vettura era caratterizzato da due pinne stabilizzatrici posteriori facenti parte di una sezione posteriore completamente asportabile che racchiudeva il propulsore alloggiato in un compartimento insonorizzato. L'ottimo studio aerodinamico permetteva alla vettura di avere un Cx di 0,14.
Il telaio era formato da elementi tubolari, le sospensioni (le anteriori derivate da quelle della Fiat 8V del 1952) erano a 4 ruote indipendenti. La trasmissione era dotata di un riduttore a cascata di ingranaggi diretta, senza frizione o convertitore di coppia, che portava i 22000 giri a massimo regime della turbina motrice a circa 4000 al differenziale.
Il sistema di illuminazione anteriore era caratterizzato da dei fari inglobati nel corpo vettura, che quando servivano si indirizzavano verso la strada (soluzione adottata anche da Bertone per la seconda vettura della famiglia Alfa Romeo BAT anch'essa esposta al salone dell'auto di Torino dello stesso anno).
Dopo l'esposizione, il progetto venne accantonato per motivi tecnico produttivi, e con esso anche la sportiva torinese che oggi si trova al Museo dell'automobile di Torino.